# La Concepción (Cartagena)
El barrio de La Concepción es un barrio de la ciudad de Cartagena de la comunidad autónoma de Murcia en España, situado geográficamente en su mayor parte en la ladera este del monte Atalaya y administrativamente en la diputación de San Antonio Abad (San Antón).

## Ubicación
El barrio de la Concepción limita al este con el barrio de San Antonio Abad, el Ensanche de Cartagena y el Arsenal de Cartagena, de los que los separa la rambla de Benipila, al sur con la propia rambla y La Algameca Chica, y al oeste con el castillo de la Atalaya y las faldas del monte homónimo –sobre las que se ubica–, y al norte con diversas construcciones y la barriada Villalba.

## Acceso
Su acceso natural es el puente de la calle Pío XII, construido sobre la rambla en 1944 por el ingeniero Carlos Fernández Casado. Existe además otro puente que une la carretera de La Algameca, a través de la Puerta de Santa Rosalía, con la factoría de Navantia, la ensenada del Espalmador, y el Faro y Fuerte de Navidad. Finalmente, en 2012 se inauguró una pasarela peatonal de arco atirantado que une el barrio a la céntrica calle Doctor Luis Calandre, y que por su color se ha popularizado como la pasarela rosa.
Desde el norte el acceso al barrio es a través de la calle Peroniño, que enlaza con las carreteras de Mazarrón y Los Puertos de Santa Bárbara, y con el acceso a Tentegorra.

## Toponimia
El barrio ha recibido desde la Edad Moderna el nombre popular de Quitapellejos, por estar destinada una rambla que por él pasa a enterradero de caballerías y ser allí donde se quitaban las pieles a los caballos. El arraigo de aquella denominación terminó por provocar la indignación de las autoridades municipales, que en 1760 establecieron sanciones para quienes lo empleasen en lugar de su nombre oficial, «Población de la Purísima Concepción y San Miguel».
El barrio se encuentra bajo la advocación de la Inmaculada Concepción desde que, a mediados del siglo XVIII, se establecieron en la ermita de San Miguel monjas concepcionistas, añadiendo esta advocación y una imagen de la Inmaculada que presidía el altar. Por este motivo las fiestas del barrio se celebran alrededor de su festividad, el 8 de diciembre.

## Historia
Aunque la historia del poblamiento en el terreno que ocupa el barrio es extensa, su crecimiento se produjo sobre todo en el siglo XVIII al compás de la construcción del Arsenal Militar del Departamento Marítimo, poblándose principalmente con operarios y artesanos. Una vez terminada esta obra decayó su número de habitantes, aunque desde la segunda mitad del siglo XIX empezó a recuperarse.
El barrio fue famoso por el Huerto de los Palmeros, un amplio palmeral que terminaría de desaparecer en 1935 con la construcción del barrio de La Conciliación en la explanada que ocupaba. Este barrio de casas baratas fue planeado por el arquitecto modernista Víctor Beltrí, autor también del Asilo de Ancianos de las Hermanitas de los Pobres (1926), situado también en el barrio.
A principio de los años 70 del siglo pasado, se comenzó la construcción del actual CEIP La Concepción, sobre el solar de la antigua escuela graduada de la República, de 1937, y una parcela donada por Doña Bernarda Cánovas, según acta de recepción de las obras de 29 de enero de 1973. Contando en ese momento con 19 unidades, y bajo la denominación de Colegio Nacional. Recibía niños de varias pedanías, que llegaban en transporte escolar, y contaba con comedor. El 17 de junio de 1987, se reciben las obras de ampliación y algunas reparaciones, con lo que se amplia la zona de patios, se construyen los vestuarios y la pista polideportiva, quedando establecida la configuración actual de la parcela e instalaciones del centro. Con la reforma de la LOGSE, se cambia la denominación de Colegio Público, por la de Centro de Educación Infantil y Primaria definitivamente en el curso 2002/2003 fecha en la que la ESO, se traslada definitivamente a los IES. En el curso 2006/2007 se remodelaron los vestuarios de la pista polideportiva, y en el verano de 2021 se cambia la cubierta de amianto con que contaba el centro desde su construcción, por una de panel sándwich, instalándose a la vez paneles solares para abastecer de energía eléctrica al centro.
En 2010 se construyó al sudoeste la urbanización Hacienda La Atalaya, ocupando terrenos de monte. Nueve años después hubo un intento de continuarla incorporando la zona colindante de Cuatro Picos, contestado por unas movilizaciones vecinales que, aunque no detuvieron la promoción, sí consiguieron reducir su impacto.

## Patrimonio

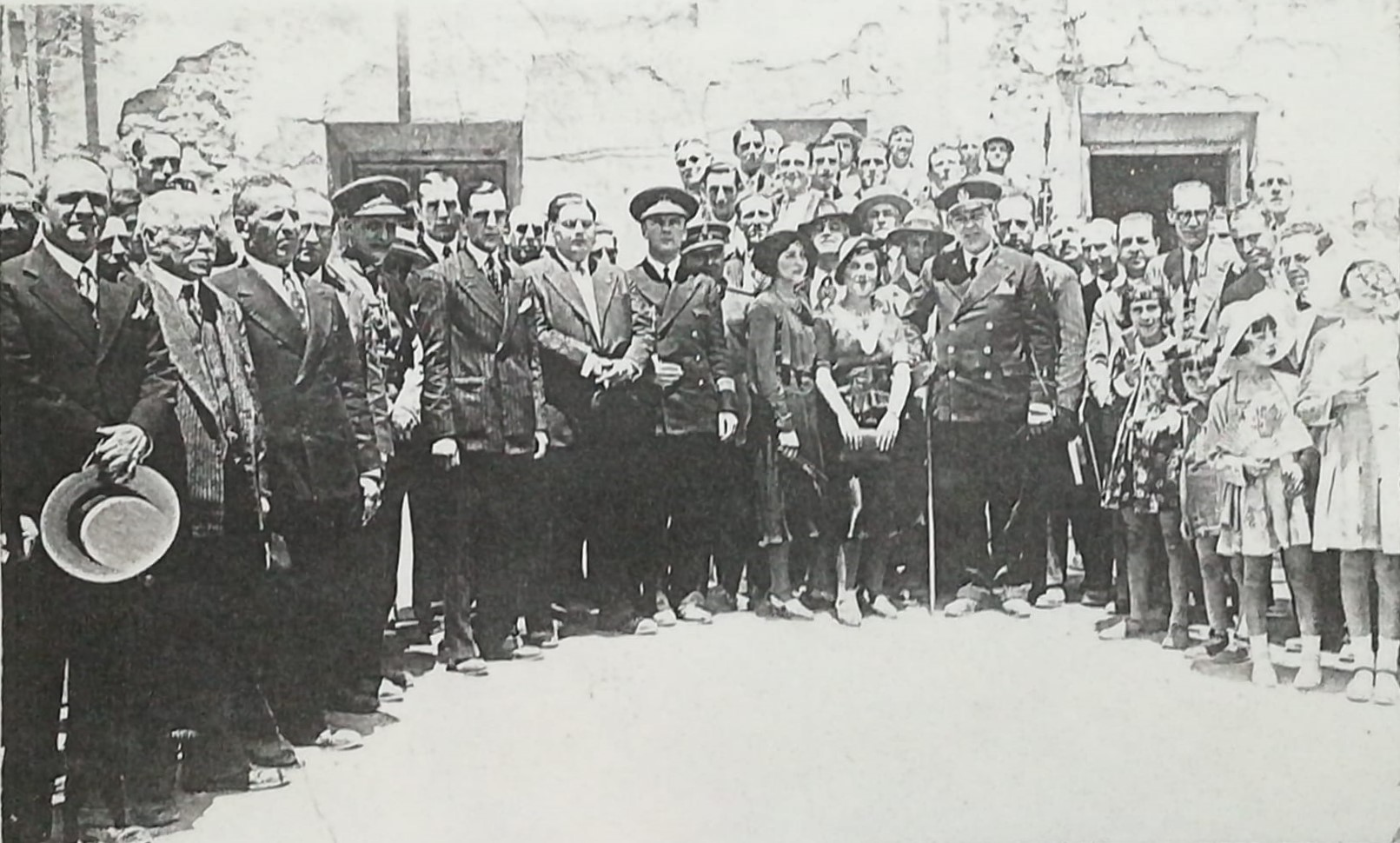
Colocación de la primera piedra del barrio de La Conciliación.

El barrio cuenta con varios ejemplos de patrimonio arquitectónico en diferentes estados de conservación:
- Castillo de la Atalaya: construido por el ingeniero militar Pedro Martín-Paredes Cermeño entre 1766 y 1777, su función era la defensa del Arsenal e imposibilitar desembarcos enemigos en La Algameca.[11] Desde 2016 su titularidad es del Ayuntamiento de Cartagena y su estado de conservación bastante deficiente. Es el final de una ruta de senderismo muy popular en la ciudad.
- Iglesia de la Concepción: construida en 1884, es un templo de estilo modernista con una nave principal y otra adosada a la derecha que preside la calle Mayor del barrio. Sus elementos originales no se han preservado en su mayoría.
- Asilo de Ancianos de las Hermanitas de los Pobres: diseñado y construido por Víctor Beltrí en 1926. Se trata de un gran edificio modernista, en piedra vista, con una planta en «E» que se extiende desde su fachada principal –norte– hacia el sur. La nave central está ocupada por la capilla.
- Barrio de La Conciliación: planificado por Víctor Beltrí, se trata de un barrio de casas baratas promovido por la cooperativa «La Conciliación» –inicialmente para marinos–, de la que era arquitecto titular. Estaba formado por 163 casas de estilo modernista,[12] de una y dos plantas, que costaron 12 000, 8000 y 6000 pesetas –tipos A, B y C-D–. El trazado mantiene la estructura modernista de amplias calles con arbolado, pero la mayoría de las casas han sido destruidas y las que se han restaurado no lo han sido con criterios de preservación. Pese a ello, el barrio

«es de gran interés por la calidad de su diseño y por su mismo planteamiento urbanístico de ciudad-jardín. Manzanas rectangulares con espacio para jardín exterior, alojan viviendas con patios interiores. Los edificios muy sencillos, tienen sólo miradores en las viviendas A y B; como motivo decorativo se utilizaron las bandas de azulejos. [...]. Las de tipo A y B tienen planta baja y primer piso, y ocupan los frentes de la manzanas rectangulares. Los de C y D eran de planta baja».